# Scarabaeus armeniacus
Scarabaeus armeniacus är en skalbaggsart som beskrevs av Ménétriès 1832. Scarabaeus armeniacus ingår i släktet Scarabaeus och familjen bladhorningar. Inga underarter finns listade i Catalogue of Life.